# Federwidderchen
Die Federwidderchen (Heterogynidae) sind eine Familie der Schmetterlinge (Lepidoptera).

## Merkmale
Die männlichen Falter sehen den Widderchen (Zygaenidae) sehr ähnlich, die Weibchen haben aber für Schmetterlinge ein sehr untypisches Aussehen. Sie sind dick und plump und sehen aus wie Maden. Sie haben keine Flügel und Beine und können sich nur kriechend fortbewegen.  
Die Raupen haben starke Ähnlichkeit mit den Weibchen, sind aber normal, ähnlich wie die Raupen der Widderchen, ausgebildet. 

## Systematik
Die Familie der Federwidderchen ist in Europa mit fünf Arten vertreten, von denen nur eine Art, der Kleine Mottenspinner (Heterogynis penella), in Österreich, in der Schweiz und in Deutschland vorkommt. Weltweit sind nur etwa 10 Arten entdeckt, wobei Verbreitungsschwerpunkt der Südwesten der Paläarktis (Nordafrika und Südeuropa) ist. 

### Arten
- Heterogynis andalusica
- Heterogynis canalensis
- Heterogynis eremita
- Heterogynis paradoxa
- Kleiner Mottenspinner (Heterogynis penella)